# Pénzügy
A pénzügy a gazdaság azon területe, amely a pénz kezelésének és hasznosításának módszereivel, eljárásaival foglalkozik. A pénzügyet egyaránt alkalmazzák a magánszemélyek, az üzleti vállalkozások, a szervezetek (például iskolák vagy civil szervezetek), valamint az állam gazdálkodásában. Számos szakirodalomban eltérőképpen fogalmazzák meg a pénzügyek fogalmát, a modern felfogás szerint államháztartásra, hitelszervezetre és a pénzrendszerre vonatkozó tevékenységeket fedi le a pénzügytan.
Egy lehetséges osztályozás szerint pénzügy a következő ágakra bontható:
- A pénz és egyéb vagyontárgyak kezelése
- A pénzforgalom és pénzügyi folyamatok elemzése
- Kockázati tényezők kezelése
- Tőkebefektetések
- Államháztartás

## Pénzügyi alapfogalmak
Árupénz:eleinte a só, bronz, utána az arany és az ezüst.Kezdetben az emberek fizetési eszközként a sót, a bronzot, majd az aranyat és ezüstöt használták.
Monometalizmus: Ha csak egy fém van forgalomban. pl.:arany.
Bimetalizmus: ha mindkét fém forgalomban van. Az arany és az ezüst is.
Az arany és az ezüst jellemzői: Jól osztható, kis mennyiségben is nagy értéket képvisel.
Pénzhelyettesítők: Az áruforgalmat nem tudta követni az arany, és az ezüst. Sokan csaltak vele. lereszeltek belőle, egy kis aranypor reményében, stb. Ezért kitaláltak a fémek helyett más fizetőeszközöket.
-Váltó: Olyan fizetési igérvény, amelyben a váltó kibocsátója arra vállal kötelezettséget, hogy a váltó lejártakor a váltó birtokosának a váltón szereplő összeget kifizeti. 
-Klasszikus bankjegy: Az idegen váltóért a bank saját váltót ad.
-Modern pénz szakasza: Belső érték nélküli pénz. Olyan bankpasszíva, ami képes betölteni a pénznek a funkcióit.(már nem váltják át a bankjegyet aranyra).Egy bank bocsát ki bankjegyet. A központi jegybank. 
Aktívák az eszközök. Passzívák a források.
A pénz funkciói:
1. Értékmérő funkció: Informálja a termelőket és az eladókat.
2. Csereeszköz, forgalmi eszköz funkció: egyidejű mozgása van. Az áru és a pénz egyidejűleg cserélődik.
3. Fizetési eszköz funkció: Az áru és a pénzmozgás nem egyszerre cserélődik. (pl.: adó, hitel)
4. Kincsképző, tartalékképző funkció: Ez akkor volt jellemző, amikor az arany volt a fizetőeszköz. A mai forintnál nehezebben történik. igaz manapság is kibocsátanak értékmegőrző érméket.
5. Világpénz: Nemzetközi szinten is betölti az előbbi funkciókat. (pl.:euró, dollár)
A bankrendszer:
-Egyszintű bankrendszer: Jegybanki és kereskedelmi banki funkció nem válik el egymástól.
-Kétszintű bankrendszer: A jegybanki és kereskedelmi banki funkció elválik egymástól. A jegybank a többi belföldi pénzintézettel van kapcsolatban és a költségvetés bankja is.
A gazdasági szféra pénzforgalmát a kereskedelmi bankok bonyolítják.
A pénz csoportosítása:
- Eredetét tekintve: 
a) Jegybank pénz:Készpénzben és számlapénzben.
b) Kereskedelmi bankok: Számlapénz. Virtuális pénz.
- Formáját tekintve: érmék és bankjegyek.
-Betöltött szerepe szerint: 
M1: Szűken vett pénz. Készpénz és látra szóló betétek.
M2: Lekötött betétek + az M1
M3: M1+ M2+ a takarék levelek.
A pénztermelés mechanizmusa: 
- Hitelnyújtás
- Értékpapír vásárlás
- Deviza valuta vásárlás
A pénzmegsemmisítés módja:
-Hiteltörlesztés
-Értékpapír eladás
-Deviza, valuta eladás.

## Magánjellegű pénzügyletek
A magánszemélyek gazdálkodásában a pénzügy a következő kérdésekre ad választ:
- Mennyi pénzre lesz szüksége egy személynek (családnak) a jövőbeli élete egyes időszakaiban?
- Honnan tudja majd ezt a pénzt előteremteni (például megtakarítás, kölcsön)?
- Hogyan készülhetnek fel az egyének az életük során esetleg bekövetkező előre nem látható negatív eseményekre és pénzügyi kockázatokra?
- A családi vagyon továbbadásának mik a legjobb módjai (ajándékozás, végrendelet, öröklési szerződés)?
- Az adóterhek (jövedelemadó, bírságok stb.) hogyan befolyásolják az egyén pénzügyi döntéseit?

Az egyéni pénzügyi döntések a tandíj-fizetéstől kezdve a tartós javak (ingatlan, gépkocsi stb.) vásárlásán és a biztosításkötésen át (például egészségbiztosítás, vagyonbiztosítás) a nyugdíjpénztári megtakarításig számos területet foglalnak magukba.

## Pénzügyi közgazdaságtan
A részvény tulajdonviszonyt megtestesítő értékpapír. A részvény megvásárlásával tulajdonviszonyt szerezhetünk egy vállaltban. Az osztalékra való jogosultság a részvények hányadától függ.

## Külső hivatkozások
- Pénzügyi ismeretek
- Pénzügyi tervezés
- Pénztár.lap.hu - linkgyűjtemény